# Donkere bladkrabber
De donkere bladkrabber (Sclerurus obscurior) is een zangvogel uit de familie Furnariidae (ovenvogels).

## Verspreiding en leefgebied
Deze soort telt vijf ondersoorten:
- S. o. andinus: van oostelijk Panama en noordelijk Colombia tot westelijk Guyana.
- S. o. obscurior: westelijk Colombia en westelijk Ecuador.
- S. o. peruvianus: het westelijk Amazonebekken.
- S. o. macconnelli: de Guyana's en noordelijk Brazilië.
- S. o. bahiae: oostelijk Brazilië.

## Status
De donkere bladkrabber komt niet als aparte soort voor op de lijst van het IUCN, maar is daar een ondersoort van de bruinkeelbladkrabber (S. mexicanus).